# Kathedraal van Tours

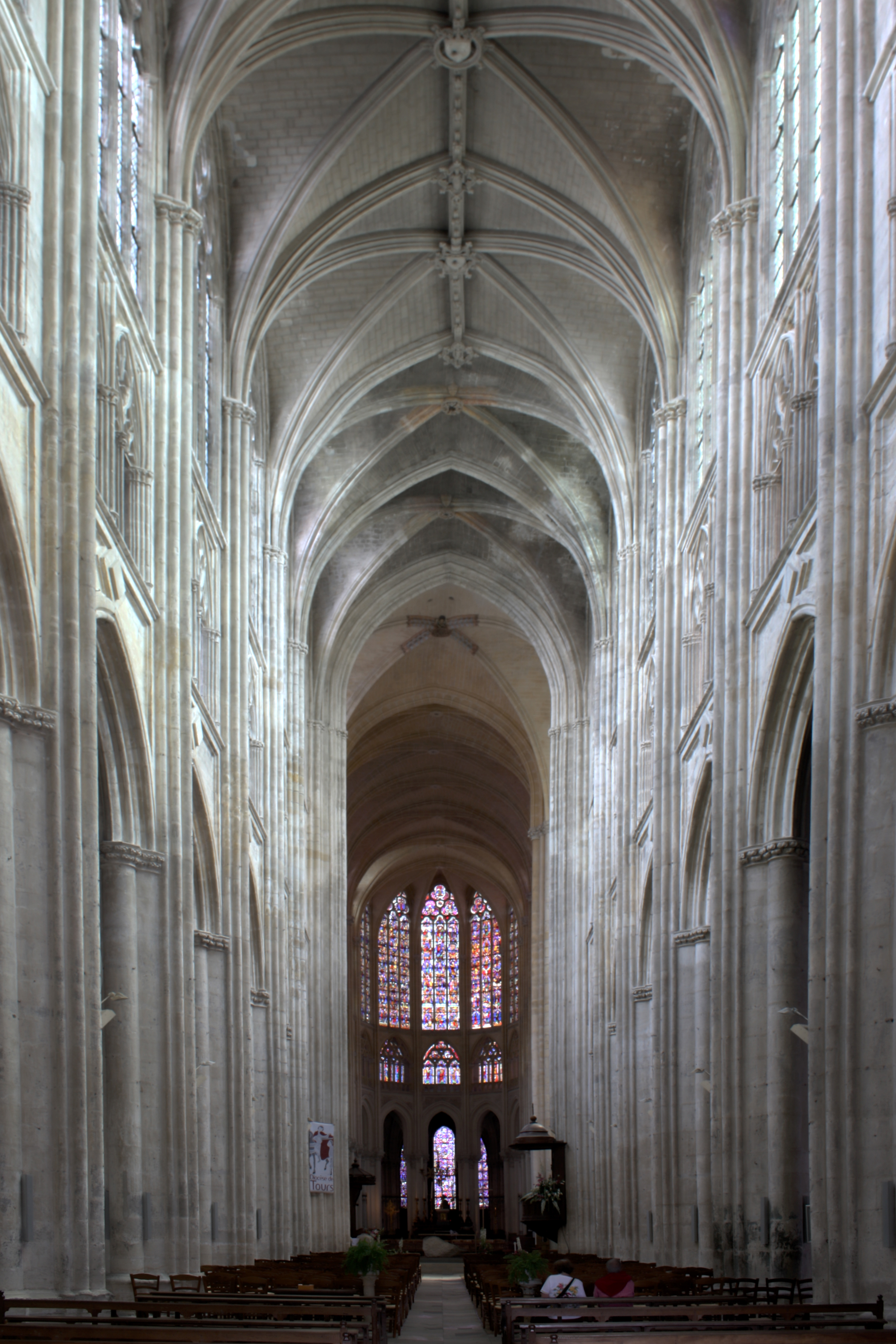
Het schip van de kathedraal.

De Cathédrale Saint-Gatien de Tours (Nederlands: Kathedraal van Sint-Gatianus van Tours) is een gotische kathedraal in de Franse stad Tours.

## Geschiedenis
Al in de 4e eeuw stond er een kerk in Tours gewijd aan de heilige Mauritius, maar deze brandde af in 561. De kerk werd door bisschop Gregorius van Tours herbouwd en in 590 werd de kerk ingewijd. In 1160 brandde de kerk opnieuw af, ditmaal tijdens het conflict tussen Lodewijk VII van Frankrijk en Hendrik II van Engeland. Deze tweede brand was reden om de kerk grondig te verbouwen.

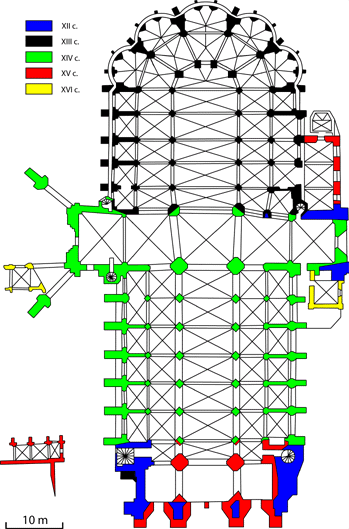
Plattegrond. De bouwperioden zijn met kleuren weergegeven: blauw (11e eeuw), zwart (12e eeuw), groen (13e eeuw), rood (14e eeuw) en geel (15e eeuw)

De oude romaanse kerk zou plaats gaan maken voor een gotische variant. Als eerste werden het zuidertransept en de torens aangepakt. Onder leiding van de architect Étienne de Mortagne werd tussen 1236 en 1270 het koor van de kathedraal gebouwd. Simon de Mans herbouwde het transept en begon met de bouw van het schip en zijbeuken. Een bouwfase die zou aanhouden tot aan de 14de eeuw. In het jaar 1356 ontving de kerk haar huidige naam. Pas in de 15e eeuw werd het schip voltooid, met behulp van financiering van koning Karel VII en hertog Jan V van Bretagne. De eerste toren kwam in 1507 tot voltooiing. De tweede werd pas veertig jaar later voltooid.

## Afmetingen
De kathedraal heeft een vijfbeukig schip, een transept en een koor.
- Totale lengte: 90 meter
- Breedte: 32 meter
- Hoogte schip en transept tot de gewelven: 29 meter
- Hoogte zijbeuken tot gewelven: 11 meter
- Lengte transept: 48 meter
- Breedte transept: 10 meter
- Hoogte noordelijke toren: 68 meter
- Hoogte zuidelijke toren: 69 meter

## Galerij

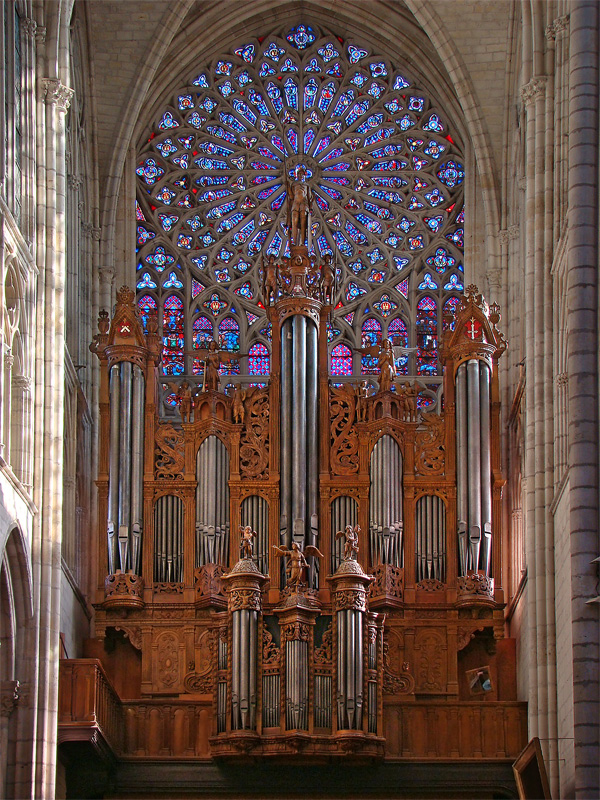
Het orgel van de kathedraal.
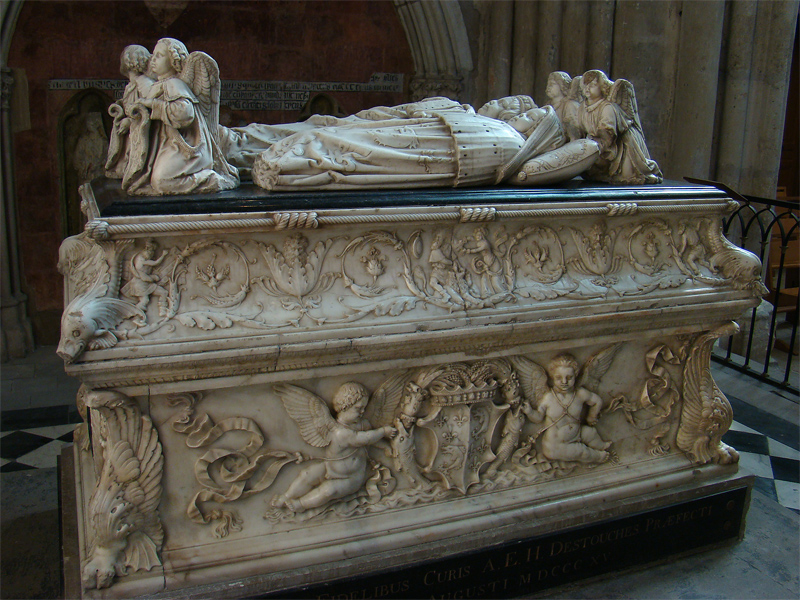
Het graf van de kinderen van Karel VIII van Frankrijk en Anna van Bretagne.
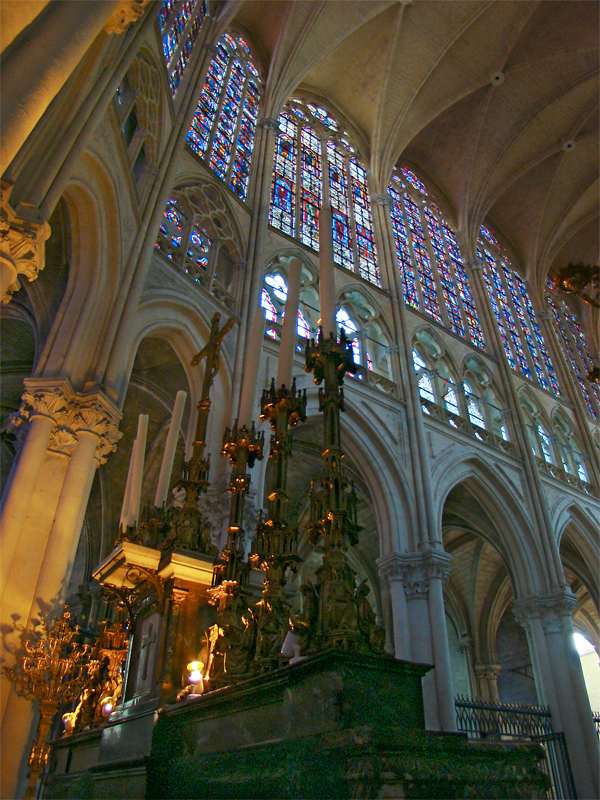
Hoogaltaar met het koor op de achtergrond.
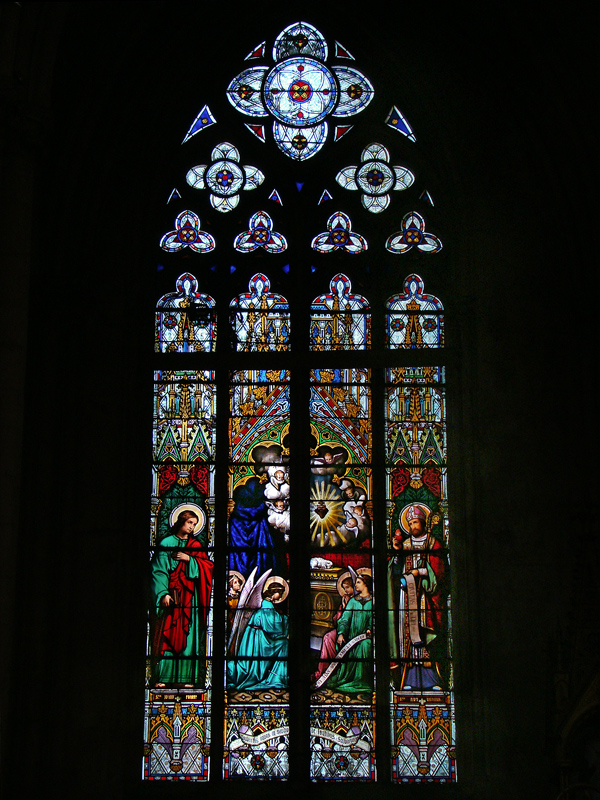
Een van de vele rijkgekleurde glas-in-loodramen.
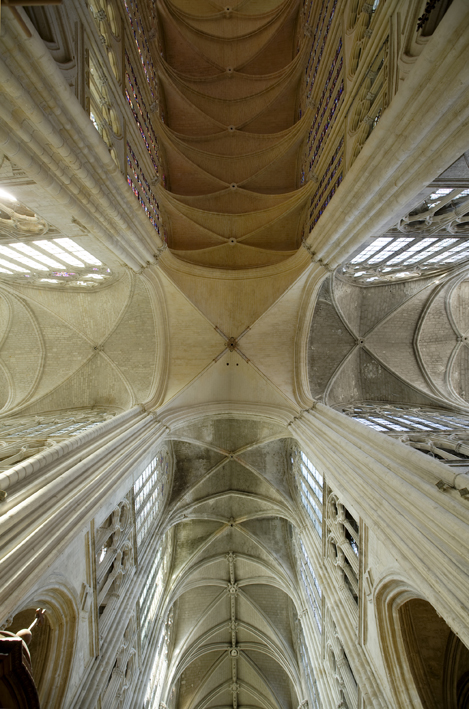
De gewelven.

Aix · Albi · Amiens · Auch · Auxerre · Bayeux · Bayonne · Beauvais · Béziers · Bordeaux · Bourges · Carcassonne · Châlons · Chartres · Clermont-Ferrand · Dijon · Évreux · Laon · Le Mans · Limoges · Lisieux · Lyon · Meaux · Metz · Nantes · Narbonne · Nevers · Orléans · Parijs · Poitiers · Quimper · Reims · Rodez · Rouen · Sées · Sens · Soissons · Straatsburg · Toul · Toulouse · Tours · Troyes